# Quinto Fábio Máximo Ruliano
Quinto Fábio Máximo Ruliano (em latim: Quintus Fabius Maximus Rullianus) foi um político da gente Fábia da República Romana, eleito cônsul por cinco vezes, em 322, 310, 308, 297 e 295 a.C. com Lúcio Fúlvio Curvo, Caio Márcio Rutilo Censorino e Públio Décio Mus nas três vezes seguintes. Foi também ditador em 315 a.C.. e é considerado um dos grandes heróis romanos por seu papel na Segunda e Terceira Guerra Samnita a primeira delas foi resultado de intervenção romana para resgatar a cidade Campânia de Cápua de um ataque samnita, e em Cápua aconteceu o inesperado: Aníbal, instalado nesta cidade com toda a comodidade, interrompe a sua campanha no momento em que Roma está quase indefesa, ao alcance da sua espada. Não se sabe ao certo o motivo pelo qual recebeu o cognome "Máximo" (em latim: Maximus). Lívio afirma que foi por conta de seus serviços como censor em 304 a.C..
Era filho de Marco Fábio Ambusto, cônsul três vezes e ditador, pai de Quinto Fábio Máximo Gurges e ancestral de Fábio Máximo Cunctator ("o que adia"), da época da Segunda Guerra Púnica. Sucedeu ao pai como príncipe do senado,

## Mestre da cavalaria (325 a.C.)

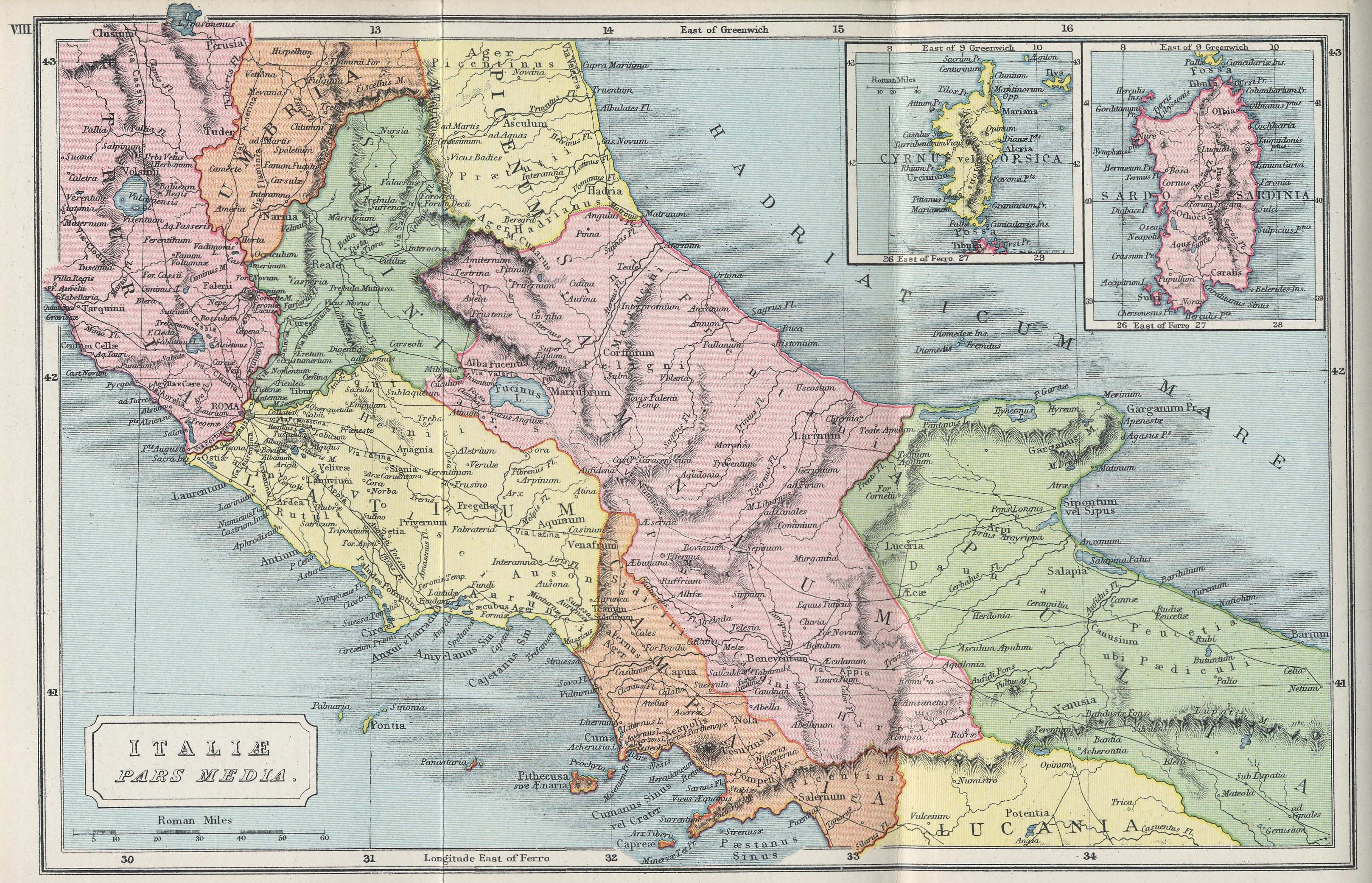
Mapa do centro da península Itálica, onde se desenrolaram os eventos da vida de Quinto Fábio. Em amarelo, o Lácio, território original de Roma. Em vermelho (direita), Sâmnio, palco das Guerras Samnitas. Em vermelho também (norte), a Etrúria

Em 324 a.C. não foram eleitos cônsules e o governo de Roma ficou a cargo do ditador Lúcio Papírio Cursor, que escolheu Quinto Fábio como seu mestre da cavalaria (magister equitum). Pouco depois de assumir o comando, uma dúvida quanto à validade dos auspícios que havia recebido antes de marchar contra o inimigo obrigou Lúcio Papírio a regressar a Roma para refazer o ritual. Quinto Fábio foi colocado no comando, mas com a ordem expressa de evitar qualquer enfrentamento contra os inimigos durante sua ausência. Mesmo assim, Quinto Fábio se deixou arrastar para uma batalha contra o inimigo perto de um local chamado "Imbrinium" ou "Imbrivium" e conseguiu uma grande vitória. Lúcio Papírio se viu obrigado a perdoá-lo, mas jamais esqueceu a ofensa. Quando voltou ao exército, foi considerado um tirano pelas tropas e, por isto, foi derrotado em sua primeira batalha contra inimigo. Retornando a Sâmnio para continuar a campanha, mal visto pelos soldados por causa do conflito, liderou o exército a uma nova vitória numa batalha campal, que só não se transformou num sucesso total por causa do comportamento recalcitrante de seus soldados. Lúcio Papírio não se desesperou e reconquistou a confiança de suas tropas, liderando-as a uma terceira vitória em combate contra os samnitas, que, derrotados, imploraram a paz ao ditador. Esta vitória lhe valeu um triunfo. Logo depois, Lúcio Papírio voltou para Roma e realizou um triunfo.
Consciente de que havia desobedecido as ordens do ditador e temendo ser punido, Quinto Fábio buscou a proteção do exército, Lúcio Papírio, exasperado pela falta de disciplina, se apressou em voltar para o comando para castigar o ofensor com a pena de morte. Só o afeto dos soldados o impediu, pois eles simpatizavam com Quinto Fábio e ameaçaram um motim. Sabendo que não ia conseguir se manter protegido entre as tropas, Quinto Fábio fugiu para Roma.
Lúcio Papírio pediu ao Senado uma punição para Quinto Fábio pela desobediência e chegou a repetir o pedido perante à Assembleia popular, convocada pelo pai dele, Marco Fábio Ambusto, através do mecanismo do provocatio , mas se viu sozinho, pois o Senado e os tribunos da plebe apoiaram Quinto Fábio por causa da vitória. Não foi pequeno o efeito do apaixonado discurso de Marco Fábio, que havia sido ditador e cônsul por três vezes, em prol do filho, mas o dilema principal foi a perigosa indulgência com uma indisciplina contrária ao princípio da "autoridade absoluta" que Lúcio Papírio, como ditador, detinha e era, inequivocamente, a fundação da eficiência do exército romano. Finalmente, Quinto Fábio se lançou aos pés do ditador e implorou seu perdão, apoiado pelos tribunos, senadores e pelo povo. Lúcio Papírio relutantemente concordou em perdoá-lo, apesar dos severos precedentes de Torquato e Lúcio Bruto, que haviam executado seus próprios filhos para preservar o interesse público, alertando:
| “ | «Está bem, ó Quirites: venceu a disciplina militar, venceu a majestade do comando supremo (imperium), que estava em risco hoje. Quinto Fábio, que lutou contras as ordens de seu comandante, não foi absolvido de sua ofensa e é culpado de um crime; foi perdoado em deferência ao povo romano e ao poder dos tribunos, que suplicaram em seu favor e não pela intercessão legal ("precarium not iustum auxilium"). Viva, Quinto Fábio, afortunado pelo consentimento unânime da cidade que te protege pela vitória da qual pouco resultou; viva, apesar de ousar algo que nem mesmo um pai (quidem parens) teria perdoado se este fosse Lúcio Papírio. Comigo você poderá se reconciliar se quiser. Ao povo romano, a quem você deve sua vida, o melhor agradecimento será você deixar claro o ensinamento deste dia, que, na guerra ou na paz, você deve se submeter à autoridade legítima.» | ” |
|   | — Lívio, Ab Urbe condita VIII, 35.. |   |

## Primeiro consulado (322 a.C.) e interrex (321 a.C.)
Quinto Fábio foi eleito cônsul pela primeira vez em 322 a.C. com Lúcio Fúlvio Curvo. Durante seu mandato, durante a Segunda Guerra Samnita, Aulo Cornélio Cosso Arvina foi nomeado ditador para liderar as campanhas contras os samnitas. No ano seguinte, depois do desastre da Batalha das Forcas Caudinas, foi interrex.

## Ditador (315 a.C.)

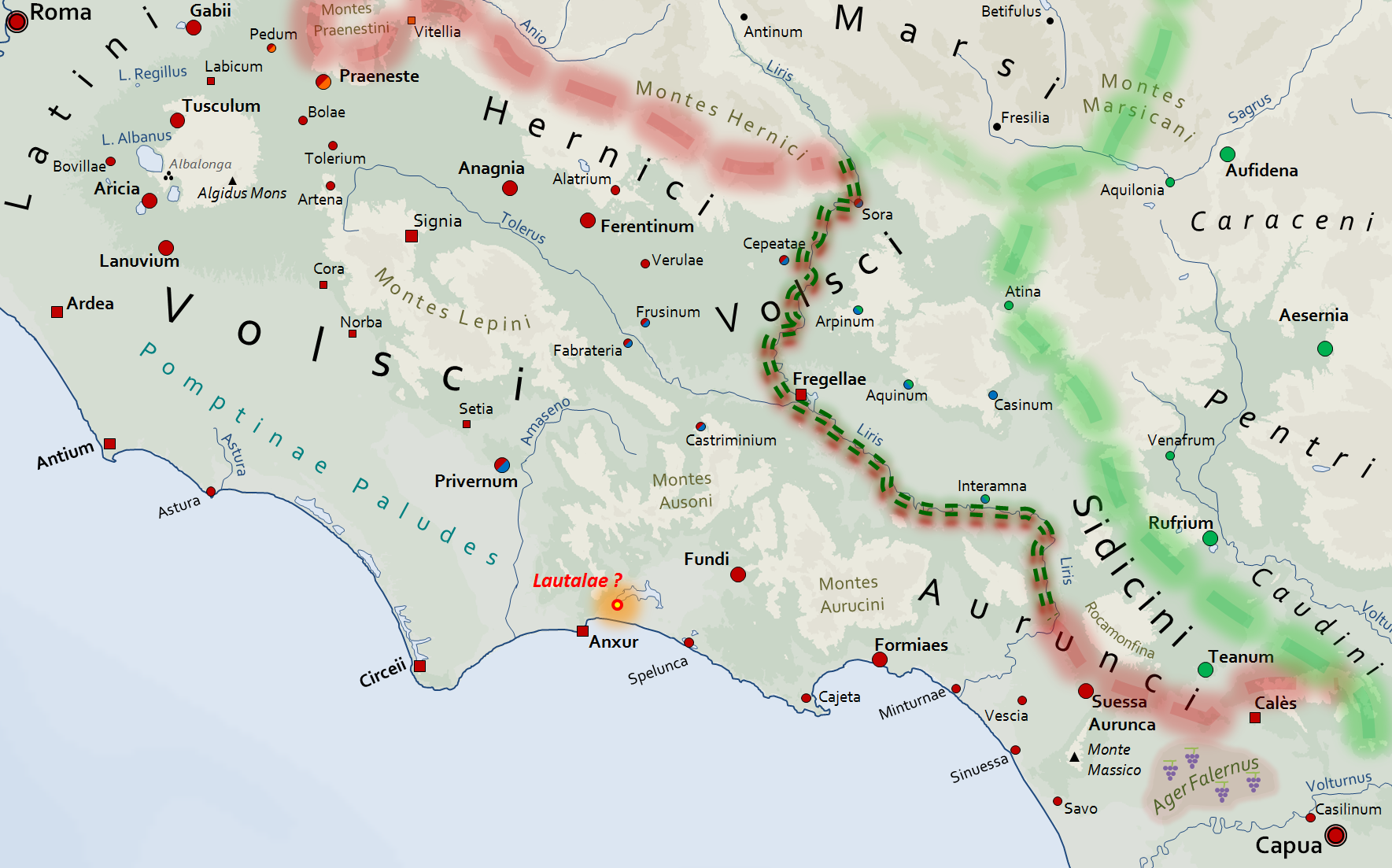
Itália central em 315 a.C.

Em 315 a.C., foi nomeado ditador e escolhe Quinto Áulio Cerretano como seu mestre da cavalaria. Ele cercou e conquistou Satícula enquanto Quinto Áulio foi morto em combate na Batalha de Láutulas. Logo em seguida derrotou os samnitas, que haviam tomado Sora.

## Segundo consulado (310-309 a.C.)
Quinto Fábio foi eleito novamente em 310 a.C., desta vez com Caio Márcio Rutilo Censorino. Enquanto Fábio liderou a campanha contra os etruscos, Caio Márcio combateu os samnitas.
Enquanto marchava para ajudar Sutri, que estava cercada pelos etruscos, o exército de Fábio se deparou com um exército inimigo no sopé do monte Cimini já em ordem de batalha. Os romanos conseguiram vencer graças à posição favorável:
| “ | Dali, quase desarmados e com muitos feridos, [os etruscos] se refugiaram na floresta Ciminia. Os romanos, depois de terem massacrado alguns milhares de etruscos e capturado trinta e oito insígnias militares, tomaram também o acampamento inimigo, recolhendo um grande butim. A partir daí, [Fábio] começou a pensar numa forma de caçar o inimigo. | ” |
|   | — Lívio, Ab Urbe condita IX, 35.. |   |

Os etruscos estavam escondidos na floresta e os romanos estavam temerosos de segui-los. Por isto, antes de adentrar mais em território inimigo, os romanos tentaram e conseguiram uma aliança com os úmbrios. Só depois disto, partindo do alto do monte Cimini, os romanos invadiram a floresta, onde capturaram e massacraram os etruscos, capturando um enorme butim.
Neste ponto, os etruscos — e alguns úmbrios — decidiram arregimentar um novo exército e o levaram paras às portas de Sutri, onde estavam acampados os romanos. Os dois exércitos ficaram frente a frete no campo de batalha, sem que nenhum dos dois assumisse a iniciativa ou retornasse ao acampamento ao cair da noite. Mas Fábio, na manhã seguinte, preparou silenciosamente seu próprio exército, que atacou o acampamento inimigo ao raiar do dia, provocando muitas baixas: segundo Lívio, foram feitos 60 000 prisioneiros inimigos naquele dia.
Logo depois da batalha, as maiores cidades etruscas pediram a paz e os romanos firmaram uma trégua de trinta anos. No entanto, uma derrota numa batalha campal contra os samnitas, na qual Caio Márcio acabou ferido, fez com que o Senado resolvesse nomear Lúcio Papírio Cursor, um inimigo jurado de Quinto Fábio, ditador. Por isto, os senadores enviaram uma delegação a Quinto Fábio, que era o responsável por nomeá-lo. Porém, sua nomeação não foi fácil, pois Quinto Fábio quase fora condenado à morte por ele. A lembrança dos eventos dezesseis anos antes tornou a decisão muito difícil, mas ele obedece o Senado e nomeia Papírio no meio da noite sem dizer uma palavra.
Naquele ano, no qual os romanos levaram a melhor sobre os etruscos na Batalha do Lago Vadimo e sobre os samnitas perto de Longula, Quinto Fábio derrotou o que restava dos exércitos etruscos na Batalha de Perúgia, o que lhe valeu um triunfo e a re-eleição no ano seguinte.

## Terceiro consulado (308 a.C.) e proconsulado (307 a.C.)
Quinto Fábio foi eleito cônsul pela terceira vez em 308 a.C. com Públio Décio Mus. Fábio conduziu a campanha militar contra os samnitas enquanto Décio lutou contra os etruscos. Depois de ter forçado a rendição de Nucéria Alfaterna, os samnitas foram derrotados numa batalha campal. O avanço dos úmbrios em direção a Roma enquanto Públio Décio estava empenhado na luta contra os etruscos obrigou Quinto Fábio a abandonar Sâmnio para seguir para Mevânia, onde chegou obrigando seu exército a uma marcha forçada. Com a chegada súbita das forças romanas, uma das tribos úmbrias, os materinos, aceitaram lutar e sofreram uma dura derrota que resultou na rendição de todos os úmbrios. Por esta vitória, Fábio recebeu, no ano seguinte, já durante o consulado de Ápio Cláudio Cego e Lúcio Volúmnio Flama Violente, o comando do exército romano em Sâmnio com poderes proconsulares e conseguiu uma nova vitória em Alife, que foi forçada a se render.

## Censor (304 a.C.)
Em 304 a.C., Quinto Fábio foi eleito censor com Públio Décio Mus. Aparentemente Fábio reverteu as modificações introduzidas por Ápio Cláudio Cego durante o seu mandato de censor (312–308 a.C.), limitando os "libertinos" às quatro tribos da cidade. Provavelmente aumentou também a importância dos equestres.

## Quarto consulado (297 a.C.) e proconsulado (296 a.C.)
No início do século III a.C., em 297 a.C., Fábio foi eleito pela quarta vez, novamente com Públio Décio Mus, mesmo tendo inicialmente resistido às diversas propostas recebidas:
| “ | Fábio insistia em recusar, perguntando qual era o sentido das leis se os primeiros a violarem-na eram os que a propunham. Mas mesmo assim o povo começou a votar e em todas as as centúrias convocadas não havia hesitação em nomear Fábio cônsul novamente. Foi então que Fábio, vencido pelo consenso de uma cidade inteira, disse: «Que os deuses aprovem Quirites, o que fizeram e estão a ponto de fazer. Mas como acabarei acedendo à vossa vontade, concedam-me pelo menos a nomeação do colega: por favor nomeiem cônsul comigo Públio Décio, um homem digno de vós e de seu pai: pude conhecer suas qualidades durante um consulado realizado em perfeito acordo.» | ” |
|   | — Lívio, Ab Urbe condita X, 13.. |   |

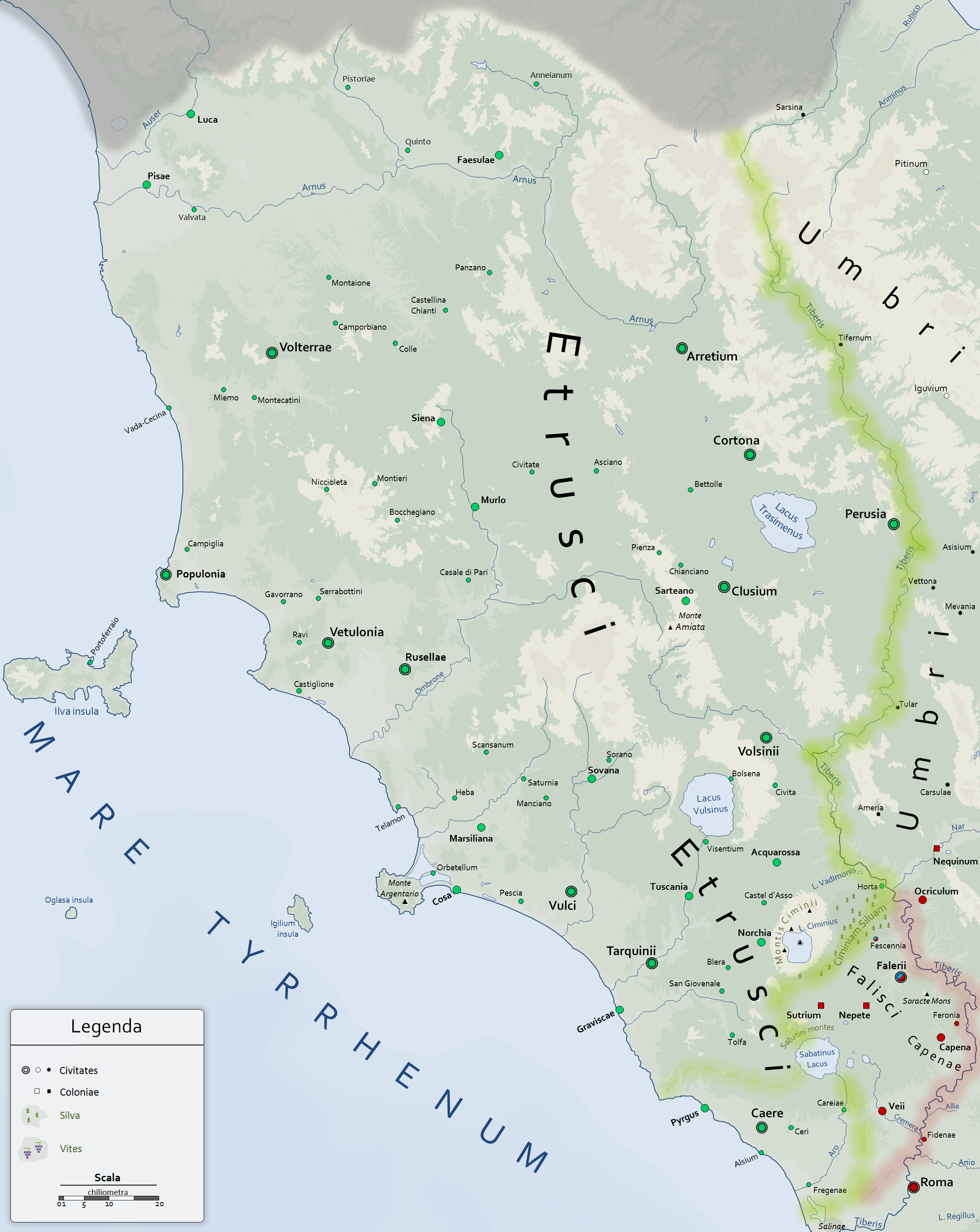
Mapa da Etrúria em 298 a.C.

Os anais sobre a gente Fábia, que Lívio copiou, provavelmente suprimiu a forte oposição à sua reeleição por parte dos partidários de Ápio Cláudio Cego.
Fábio e Décio levaram seus exércitos para Sâmnio seguindo por dois caminhos distintos: Fábio atravessou o território de Sora e Décio, o dos sidicínios. Fábio encontrou os samnitas perto de Tiferno (moderna Città di Castello) e a Batalha de Tiferno foi duríssima e terminou de forma inconclusiva quando uma parte do exército romano, enviada para as colinas na retaguarda do inimigo, foi confundida por ambos os lados como a chegada do exército de Décio.
| “ | Esta confusão, uma grande vantagem para os romanos, provocou nos samnitas um grande temor e os incentivou a fugir: já exaustos, foram tomados pelo pavor de serem dominados pelo novo exército ainda intacto. Eles fugiram desordenadamente para todos os lados e o massacre que seguiu não equivaleu em proporção à vitória. As vítimas entre os inimigos foram 3 400, os prisioneiros, 830, e vinte e três insígnias foram capturadas. | ” |
|   | — Lívio, Ab Urbe condita X, 14.. |   |

Depois desta vitória, os dois exércitos romanos saquearam Sâmnio sem encontrarem nenhuma resistência e o exército de Fábio conquistou ainda a cidade de Cimetra.
No ano seguinte, 296 a.C., com poderes proconsulares, enquanto os dois cônsules, Lúcio Volúmnio Flama Violente e Ápio Cláudio Cego, enfrentavam um exército reunido de samnitas e etruscos, Quinto Fábio sufocou uma revolta em Lucânia e, depois, com Décio Mus, interceptou um exército samnita que havia arrasado o território os viscínios, derrotando-o em uma batalha campal.

## Quinto consulado (295 a.C.)
Em 295 a.C., Fábio Máximo foi eleito pela quinta e última vez, novamente com Públio Décio Mus, mas, apesar do perfeito acordo entre os dois nas vezes anteriores, desta vez acabaram discordando sobre a forma de conduzir as operações na Etrúria. Depois de uma consulta ao Senado e ao povo romano, o comando foi entregue Fábio:
| “ | Foram eleitos depois Quinto Fábio (cônsul pela quinta vez) e Públio Décio (pela quarta), que já haviam sido colegas em três consulados e no censorado, célebres relacionamento harmonioso mais do que pela glória militar, ambos notáveis. Mas, impedindo que o clima de harmonia durasse para sempre, uma divergência de pontos de vista, devida — na minha opinião — mais do que a eles mas às suas respectivas classes sociais: enquanto os patrícios pressionavam para que Fábio recebesse o comando na Etrúria através de um procedimento extraordinário, os plebeus pressionaram Décio a exigir a realização do sorteio. | ” |
|   | — Lívio, Ab Urbe condita X, 24.. |   |

Quinto Fábio logo seguiu para a Etrúria, liberou Ápio Cláudio de seu comando e enviou-o de volta alegando que ele era um comandante que nada fazia por permitir que seus homens sentassem o dia todo no acampamento sem sequer exercitá-los com marchas para patrulhas e treino. Graças a Cláudio, Máximo foi logo reconvocado por causa de sua conduta na campanha etrusca e receber novas ordens. Lúcio Cornélio Cipião Barbato é nomeado por ele propretor da Legio II, estacionada temporariamente em Clúsio e segue para Roma. Este litígio, a retirada de Ápio Cláudio da condução da guerra para ser nomeado pretor são, provavelmente, evidências da forte luta política pela qual passava Roma.
Inicialmente, as forças de Décio Mus permaneceram em Sâmnio, mas os eventos na Etrúria obrigaram que ambos os exércitos fossem reunidos para enfrentar o inimigo. Quando os exércitos se encontraram na Batalha de Sentino, Públio Décio comandava a ala esquerda das forças romanas. Enfrentados por gauleses, suas forças começaram a recuar. Por causa da confusão criada por isto e temendo ser cercado pelos samnitas, o cônsul recitou o complexo ritual da devotio e correu para o meio do combate com o objetivo de ser morto. A batalha terminou com a vitória dos romanos e seus aliados picenos. Por sua vitória em Sentino, Fábio recebeu mais um triunfo.

## Morte
Em 292 a.C., Quinto Fábio foi legado de seu filho, Quinto Fábio Máximo Gurges, e cavalgou ao seu lado em seu triunfo. Ele morreu logo depois. Porém, como a gente Fábia era muita rica, Fábio Gurges usou o dinheiro para realizar um espetáculo público (epulum) e uma distribuição de alimentos (visceratio) aos cidadãos de Roma.

## Crítica histórica
Embora a fama de Ruliano esteja fora de dúvida, a principal fonte de informação a respeito da sua vida é Tito Lívio, que, por sua vez, trabalhava a partir da informação recolhida por Quinto Fábio Pictor e outros, sendo muitos dos pormenores suspeitosamente similares às histórias do seu descendente, Quinto Fábio Máximo Cunctator.